# Ёсихара, Кота
Кота Ёсихара (яп. 吉原 宏太 Ёсихара Ко:та, род. 2 февраля 1978, Фудзиидера, Осака) — японский футболист.

## Карьера
На протяжении своей футбольной карьеры выступал за клубы «Консадоле Саппоро», «Гамба Осака», «Омия Ардия», «Мито Холлихок».

## Национальная сборная
В 1999 году сыграл за национальную сборную Японии 1 матч. Также участвовал в Кубке Америки по футболу 1999 года.

## Статистика за сборную
| Сборная Японии | Сборная Японии | Сборная Японии |
| Год            | Матчи          | Голы           |
| -------------- | -------------- | -------------- |
| 1999           | 1              | 0              |
| Итого          | 1              | 0              |

## Достижения
- Джей-лиги; 2005